# Mathias Dzon
Mathias Dzon est un homme politique et banquier congolais né en 1947 à Ingouélé (Plateaux). Il fut ministre des Finances entre 1997 et 2002 sous la présidence de Denis Sassou-Nguesso, ainsi que député de Gamboma de 1992 à 2002. Il rejoint ensuite les rangs de l'opposition en 2006. Membre fondateur de l'Union patriotique pour le renouveau national (UPRN) ainsi que président de l'Alliance pour la république et la démocratie (ARD), il est candidat à la présidentielle de 2009 puis à celle de 2021.

## Biographie

### Jeunesse et études
Mathias Dzon naît en 1947 dans le village d'Ingouélé, près de Gamboma (Plateaux). Il fait ses études supérieures au sein de l'Université Paris X Nanterre (France), où il décroche un doctorat d'État en sciences économiques (1978). 

### Secteur bancaire
Mathias Dzon fait sa carrière en tant que haut cadre du secteur bancaire. Il travaille tout d'abord au sein de la Banque des États de l'Afrique centrale (BEAC), puis rejoint la Banque internationale du Congo (BIDC), dont il devient le directeur général en 1985. Dix ans plus tard, le 15 mars 1995, il quitte la BIDC pour rejoindre à nouveau la BEAC,. Il quitte cette banque en 1997 lors de sa nomination au gouvernement, puis y retourne en 2002, où il est nommé directeur national pour le Congo lors de la 6e session du conseil d’administration. Il conserve ce poste jusqu'en décembre 2008, date de son départ à la retraite,.

### Carrière politique
En 1991, Mathias Dzon fonde son propre parti, l'Union patriotique pour le renouveau national (UPRN). La même année, lors de la conférence nationale souveraine, il se porte candidat pour être Premier ministre du gouvernement de transition, mais c'est André Milongo qui obtient ce poste
En 1992, Mathias Dzon est élu député de la circonscription de Gamboma (Plateaux). Après la guerre civile, il fait son entrée au gouvernement le 2 novembre 1997, ayant été nommé ministre des Finances par le président Denis Sassou-Nguesso. Pendant cinq ans, il met en œuvre des réformes économiques qui se finiront par un accord passé avec le Fonds monétaire international (FMI). 
En 2002, il marque son opposition face au changement de la Constitution. La même année, lors des élections législatives de mai, il se porte candidat à sa propre succession dans la circonscription de Gamboma. Il est cependant disqualifié par la Commission nationale d’organisation des élections (CONEL), qui l'accuse d'« abus de blanc-seings, actes de faux et usage de faux, menaces de mort, outrages et menaces à magistrat de l’ordre administratif dans l’exercice de ses fonctions »,. Le 18 août 2002, il est remplacé à son poste de ministre par Rigobert Roger Andely.
En 2006, il décide de rejoindre les rangs de l'opposition. C'est ainsi qu'il est investi candidat à l'élection présidentielle de 2009 par l'Alliance pour la république et la démocratie (ARD), coalition de l'opposition radicale regroupant une vingtaine de partis et d'associations,. Il finit cependant par appeler au boycott du scrutin aux côtés de cinq autres candidats de l'opposition, afin de dénoncer un gonflement du fichier électoral. Il perd l'élection avec 2,3 % des voix, finissant à la 4e place, tandis que Denis Sassou-Nguesso est réélu. 
Lors des élections législatives de 2012, il se porte à nouveau candidat dans la circonscription de Gamboma, où il fait face à Hugues Ngouélondélé, candidat du PCT (parti présidentiel) et maire de Brazzaville. Au lendemain du premier tour, Mathias Dzon revendique sa victoire et dénonce « une grande fraude ». Ses partisans assiègent alors les locaux de la Commission électorale (CONEL) pour exiger l'affichage sur place des résultats, alors que ces derniers doivent d'abord être transmis à Brazzaville. Plusieurs incidents secouent la circonscription, amenant à l'instauration d'un couvre-feu, et Hugues Ngouélondélé (qui sera finalement élu dès le premier tour) accuse les partisans de Mathias Dzon d'avoir pillé et saccagé son domicile.  
Lors de la présidentielle de 2016, Mathias Dzon décide de ne pas se présenter et de boycotter l'élection, afin de dénoncer ses conditions d'organisation. 
Investi candidat à la présidentielle de 2021 par l'ARD, il devient le premier à se déclarer officiellement candidat à cette élection le 21 novembre 2020, critiquant le bilan économique du président sortant, Denis Sassou-Nguesso, qui cumule 36 ans à la tête du pays. À la suite du décès d'un autre candidat, Guy Brice Parfait Kolélas, le jour même du vote, Mathias Dzon demande l'annulation du scrutin à la commission électorale, qui refuse. Il perd l'élection face à Denis Sassou-Nguesso, arrivant en troisième position avec 1,92 % des voix.

## Publications
- Le Congo aujourd’hui et demain, Éditions de l'Onde, 2009, 160 p. (ISBN 978-2916929170)